# جانيتي
جانتي أداة لإدارة مجموعة من الأنظمة الافتراضية طُورت في الأصل بواسطة جوجل. تستخدم مجموعة الحلول إما Xen أو آلة افتراضية معتمدة على النواة أو LXC كمنصة افتراضية، وLVM لإدارة القرص، واختيارياً DRBD لنسخ الأقراص عبر المضيفات المادية أو التخزين المشترك للنسخة الخارجية. في عام 2007، طورت أداة جانيتي كبرنامج حر ومفتوح المصدر. كانت تخضع في الأصل لمتطلبات رخصة جنو العمومية (GPL) الإصدار الثاني، وغُير الترخيص إلى رخصة BSD ذات البندين في الإصدار 2.11.6، أصدر في سبتمبر 2014.  
يعمل جانيتي كغلاف مناسب حول برامج مراقب الأجهزة الافتراضية (Hypervisor) الموجودة لمسؤولي النظام لإعداد مجموعة. يستخدم جوجل لبعض بنيتها التحتية الحاسوبية وكذلك من مؤسسة لينكس (المعروفة سابقًا باسم مختبرات تطوير المصادر المفتوحة) لاستضافة المشاريع مفتوحة المصدر. على عكس الحلول السحابية المصممة للعديد من الأجهزة الظاهرية VMs المؤقتة، تركز شركة جانيتي على الأجهزة الافتراضية طويلة العمر والمستمرة والمناسبة لأحمال العمل التي لا تحتوي على فائض مدمج.
المؤتمر الدولي الأول لـ Ganeti، جانيكون 2013، عُقد في اليونان من 3 إلى 5 سبتمبر 2013. وعُقد الاجتماع الثاني والثالث على التوالي في جامعة ولاية بورتلاند (في بورتلاند، أوريغون، في سبتمبر 2014) وجوجل براغ (في براغ، جمهورية التشيك، في سبتمبر 2015). انعقد المؤتمر الرابع في مكتب جوجل في دبلن، في سبتمبر 2016. انعقد المؤتمر الرابع في مكتب جوجل في دبلن، في سبتمبر 2016.